# Hermann-Josef Venetz
Hermann-Josef Venetz (* 28. April 1938 in Brig; † 17. März 2021 in Visp) war ein schweizerischer römisch-katholischer Geistlicher und Theologe.

## Leben
Venetz studierte in Sitten, am Collegio Teutonico di Santa Maria dell’Anima in Rom und an der Universität Freiburg im Üechtland. Die Priesterweihe empfing er für das Bistum Sitten. Von 1975 bis 2003 war Venetz als Professor für neutestamentliche Exegese und Theologie an der Universität Freiburg tätig. Viele Jahre war Venetz Zentralpräsident des Schweizerischen Katholischen Bibelwerks und langjähriger Radioprediger auf dem Radiosender DRS 2. Seine Forschungsschwerpunkte waren Paulus, neutestamentliche Ekklesiologie und sozialgeschichtliche Exegese.

## Werke (Auswahl)
- Im Bannkreis des Paulus. Hannah und Rufus berichten aus seinen Gemeinden. Würzburg 1995.
- Die Geburt einer neuen Zeit. Gedanken zu Advent und Weihnachten. Freiburg im Üechtland 1997.
- Kein Gott für Besserwisser. Predigten. Luzern 1999.
- Das Buch von der subversiven Hoffnung. Zugänge zur Offenbarung des Johannes. Freiburg im Üechtland 1999.
- Der Evangelist des Alltags. Streifzüge durch das Lukasevangelium. Freiburg im Üechtland 2000.
- Er geht euch voraus nach Galiläa. Mit dem Markusevangelium auf dem Weg. Freiburg im Üechtland 2005. ISBN 978-3-7228-0668-6. Neuausgabe Kevelaer 2017. ISBN 978-3-8367-1084-8.
- Es ist an der Zeit… Biblische Zwischenrufe. Freiburg im Üechtland 2006.
- Worte bewegen. Einfach beten mit der Bibel (gemeinschaftlich mit Hans Venetz). Luzern 2009.
- Lob der Unverschämtheit. Gleichnisse Jesu für heute. Freiburg im Üechtland 2010.